# Auguste Génin
Auguste Alexis Manuel Génin, né à Mexico le 19 juin 1862 et mort dans cette même ville le 3 décembre 1931, est un industriel et homme d’affaires, un écrivain et un mexicaniste français. Il donna et légua plusieurs milliers de pièces précolombiennes à différents musées, en particulier le musée du Trocadéro et le Musée du Cinquantenaire. Le Musée d’histoire naturelle reçut aussi de sa part des échantillons biologiques et minéralogiques.
D’origine belge par sa mère, il fut Consul Honoraire de Belgique à Mexico entre 1905 et 1920.

## Parcours
C’est un des fils de la nombreuse famille d’Alexis Génin, isérois né à Faverges de la Tour, et de Marie-Philomène Mayeu, bruxelloise, qui se sont installés à Mexico où ils ouvrent un commerce de vins, liqueurs et confiserie, "la Casa Plaisant" devenu dès 1880 "la Casa Genin" . Jeune, il est envoyé à Passy étudier chez les Frères des écoles chrétiennes. A l'âge de 17 ans, il est témoin de la mort de son père et de sa sépulture en mer lors d'une traversée France-Mexique à bord du paquebot "Ville de St Nazaire". Il interrompt ses études en France et revient au Mexique en 1879 pour aider l’entreprise familiale. Il dédiera à la mémoire de son père son recueil Poèmes Aztèques dont le poème liminaire relate l'accident tragique.
Il a le sens des affaires et sort vite du commerce familial pour devenir, entre autres, secrétaire de la Société financière pour l’industrie au Mexique et de la Société centrale de dynamite de Paris, ainsi que co-concessionnaire de la Compania Nacional Mexicana de Dinamita y Explosivos, dont il devient le directeur général. Allié par le mariage de ses sœurs à d’autres hommes d’affaires français comme les Vent et les Tron, il est aussi, entre autres, membre du conseil d’administration de la Compagnie cigarière mexicaine, de la brasserie Moctezuma, de la Banque de Londres et Mexico et de la fabrique de papier San Rafael y Anexas, ainsi que représentant de la Intermediaria minera franco-mexicana et du Palacio de Hierro, grand magasin co-fondé par son beau-frère Jose Tron sur le modèle du Bon Marché. Il joue aussi un rôle actif à la Chambre de commerce française,,.
Dans le cadre de son travail et pour son intérêt personnel, il parcourt le Mexique et visite d’autres pays américains comme les États-Unis et Cuba. Il fait aussi plusieurs séjours en France et en Europe entre 1892 et 1900. Ses intérêts sont multiples, géographie physique et humaine, histoire naturelle, mais c’est surtout à l’archéologie et aux cultures précolombiennes qu’il consacre son temps libre. Il est aussi poète et dramaturge, et tient chez lui une sorte de salon littéraire fréquenté, entre autres, par Manuel Guterriez Najera.
Bien que n’ayant jamais pris la nationalité mexicaine, il considère ce pays, dont l’élite regarde alors vers la France, comme une seconde patrie, et s’attache à en faire la promotion, avec l’approbation du gouvernement Diaz. Il représente ainsi les planteurs et les professionnels du tabac mexicains à l’Exposition universelle de 1889 et sera chargé officieusement de la promotion du pays lors de cette exposition et de celle de 1900 .

## Collectionneur, archéologue, naturaliste à l’occasion
Auuste Génin est, dans ses activités scientifiques, représentatif de l’époque de transition entre l’amateurisme éclairé et la professionnalisation scientifique. En 1892, il est chargé de mission par le ministère de l’Instruction publique et des Beaux-Arts pour des recherches archéologiques et concernant l’instruction publique. Entre 1885 et 1930, il réalise des fouilles importantes dans plusieurs états du centre du Mexique et Veracruz, qui lui permettent de réunir plusieurs milliers d’objets précolombiens. Il en fera bénéficier des musées français et belges, mais aussi tchécoslovaques et polonais. Il recueille aussi à l’occasion des échantillons biologiques et minéralogiques.
Il assiste Eugène Boban dans la publication du catalogue de la collection Aubin-Goupil.
Il publie dans le Journal de la Société des Américanistes et le Bulletin officiel du Ministère de l’agriculture.

## Écrivain et journaliste
La plupart de ses écrits sont en français, quelques-uns en espagnol. Les principaux concernent le Mexique moderne et ancien ainsi que la communauté française dans ce pays, mais on y trouve aussi des poèmes, du théâtre et des traductions. Il reçoit en 1923 le prix de la langue-française à l’étranger de l’Académie française. Il fut également décoré chevalier et officier de la Légion d'honneur.
Il collabore aux journaux suivants: le Trait d’union, le Petit Gaulois, le Courrier français, le Mexique, le Journal français du Mexique (Mexique) et la France illustrée (France). Il cofonde le Journal-revue du 14 juillet.

## Distinctions
- Officier de la Légion d'honneur

## Publications
Ouvrages sur le Mexique
- Étude sur les races mexicaines, Mexico, 1885
- Cuadro sinoptico de historia de Mexico, Mexico, 1887, Montauriol y Cia
- Poèmes aztèques, Paris, 1890, Mexico, 1908
- Légendes et récits du Mexique ancien (texte définitif des Poèmes aztèques) Paris, 1923
- Mexico, las capitales del mundo 1892  Barcelone, 1893
- « Le Mexique en 1897 » dans Le Nouveau Monde Paris, 1897
- Notes sur le Mexique Mexico Lacaud, 1910
- Notes sur les danses, la musique et les chants des Mexicains anciens et modernes : avec 48 figures Paris, 1913
- Les Collections Auguste Génin [Archéologie, numismatique, ornithologie mexicaines / Photographies et notes de A. Génin ]  1922
- Les Français au Mexique du XVIe siècle à nos jours Paris Nouvelles Éditions Argo, 1933

Traductions
- Les États-Unis mexicains de Rafael de Zayas Enriquez Mexico Ministerio de Fomento 1889 prólogo,
- Teotihuacán d’Antonio Peñafiel Mexico Ministerio de Fomento, 1900

Poésie et théâtre
- La Fédération (scène en vers), Mexico, 1889
- La Révolution française (poésie), Mexico, 1907
- La Marseillaise et la mort de Rouget de L’isle, (poésie) Mexico, 1909
- Pour Paris (poésie), Mexico, 1910
- France-Mexique (poésie), Mexico, 1910
- Vers pour elle, Paris, 1913
- Poèmes d’amour, Paris, 1913
- Vers pour la France, Mexico, 1918
- Le Sacrifice (théâtre), Paris, 1925
- Rose Pompon (théâtre), Paris, 1927
- Poèmes choisis Paris, La France universelle, 1928

Autres
- El Robinsón español : manuscrito de fines del siglo XVIII, de Pedro de Peralta Terreros y Guevara préface, notes et apendice de Génin Madrid Escapa-Calpe 1927